# Francis Raymond Fosberg
Francis Raymond Fosberg (20 de maio de 1908 – 25 de setembro de 1993) foi um botânico americano. Um colecionador e autor prolífico, ele desempenhou um papel significativo no desenvolvimento dos estudos de recifes de corais e ilhas.

## Publicações
Fosberg contribuiu para mais de 700 livros e artigos. Em 1980, ele ajudou a publicar A Revised Handbook to the Flora of Ceylon (ISBN 9061910692 ).